# Diocèse de Galloway
Le diocèse de Galloway (en latin : dioecesis Candidae Casae o Gallovidiana) est une Église particulière de l'Église catholique en Écosse.
Il est suffragant de l'archidiocèse de Saint Andrews et Édimbourg. Il a été constitué en 1878 et l'on comptait en 2004 près de 42 000 baptisés pour 493 000 habitants.

## Territoire
Le diocèse de Galloway compte quarante-sept paroisses.

## Histoire
Le 25 mai 1947, le territoire du diocèse est réduit pour l'érection de celui de Motherwell.

## Cathédrales

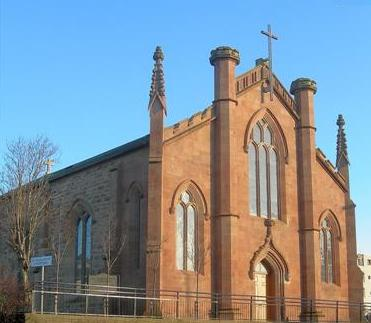
La Cathédrale Sainte-Margaret d’Ayr

La cathédrale Sainte-Margaret d'Ayr, dédiée à Marguerite d'Écosse, est l'église cathédrale du diocèse.
La cathédrale Saint-André de Dumfries, aujourd'hui en ruine, est l'ancienne cathédrale du diocèse.

## Ordinaires

### Évêques de Galloway
- 1878-1893 : John McLachlan[4]
- 1893-1914 : William Turner[5]
- 1914-1943 : James William McCarthy[6]
- 1943-1952 : William Henry Mellon[7]
- 1952-1981 : Joseph Michael McGee[8]
- 2001-2004 : Maurice Taylor[9]
- 2004-2014 : John Cunningham (en)[10]
- 22 novembre 2014-4 février 2022 : William Nolan[11]
- depuis le 22 décembre 2023 : Francis Dougan (en)